# Med strahom in dolžnostjo
Roman slovenskega pisatelja Karla Grabeljška Med strahom in dolžnostjo pripoveduje o vojnih stiskah kmečkega prebivalstva med drugo svetovno vojno.

### Zgodba
Bivši partizan Rado po vojni prispe na osamelo domačijo, ki se nahaja med Vrhniko in Logatcem ter med Polhovim Gradcem in Žirmi. Gospodar domačije France Kozlevčar in njegova žena Micka sta ranjenemu Radu med osvobodilnim bojem nudila skrivališče pred belogardisti in Italijani. Kozlevčar je do Rada sprva osoren, češ da je nanj pozabil, a kmalu ugotovi, da to ni res. Rado zakoncema razkrije, čemu je prišel. Želi namreč pisati o dogajanju med vojno od začetka do konca, brez olepšavanj krutih dogodkov. Kozlevčar sprva ne želi obujati spominov na grozne čase, a čez čas popusti in začne s pripovedjo.
Kmet Kozlevčar je med vojno partizanom nudil zatočišče. Nekega dne se proti svoji volji znajde v belogardistični uniformi, od koder mu čez kratek čas uspe pobegniti, a ga ta izkušnja zaznamuje za vse življenje. Na njegovo domačijo zahajajo partizani, Italijani, belogardisti, četniki in Nemci. Njegova zavezanost partizanom ni več tako trdna, kot je bila prej, in z ženo postajata vedno bolj nevtralna ter se ne upata postaviti na nobeno stran. Pod streho sprejmeta ranjenega partizana in nekaj dni zatem se na Kozlevčarjevih vratih pojavijo še Italijani. Kozlevčar ne ve, kaj naj stori, in ko se odloči partizanu pomagati pri pobegu, je prepozno. Partizan je ubit pred Kozlevčarjevo domačijo, kar sproži v gospodarju občutek krivde. 
Kozlevčar preživlja hude notranje stiske, saj se spopada z vprašanjem, komu je dolžen pomagati in komu ne. Najbolj ga je zaznamovala smrt partizana na njegovi domačiji. Poleg tega pa se trudi ohraniti svojo zemljo in življenje. Težko je bilo tudi njunim sovaščanom. Omenja sosedo Tilko Babnik, ki se iz dninarske koče prebije do mesta učiteljice, vendar ostane brez službe in se uvrsti med revolucionarje, zaradi česar jo preganjajo jugoslovanski orožniki. Tilko kasneje ubijejo Italijani v italijanskih zaporih. Njena mati Babnica z vnučko Ičko hodi od policije do policije, da bi izvedela, kaj se je zgodilo njeni hčeri. Od groze jo zadane kap in Ičko pod streho vzameta Kozlevčar in njegova žena, ki ne more imeti otrok.
Kozlevčar pripoveduje tudi o partizanu Juletu in njegovi mami, ki sta zaradi Juletove izvoljenke Anče v slabih odnosih. Mati Korunka namreč ne prenese, da bi bila v sinovem življenju poleg nje prisotna še kakšna ženska. Jule je sicer pošten partizan, ki zapade v nevarno družbo Štajerca Gada, katerega kasneje ubije, saj le ta ugrabi Ančko. Po umoru Jule dezertira med četnike, kar še dodatno okrepi njegovo sovraštvo do Matevža, ki je prav tako zagledan v Ančko. Medtem ko je Jule na begu, mu Matevž s tovariši zažge hišo. V hiši je Juletova mama, ki v požaru umre, Jule pa Matevža vrže v kraški požiralnik. Omenjen je še zdravnik Zdešar, ki deluje na skrivaj in tvega lastno življenje, da lahko pomaga ranjencem. Na kocnu zgodbe je njegova prevelika dobrota kaznovana, saj je obsojen na smrt.
Tudi ob koncu vojne Kozlevčar ne najde ne miru in ne nekdanjega zadovoljstva, čeprav mu je uspelo obdržati zemljo in lahko še naprej kmetuje. Vojna ga je spremenila, a zaveda se, da mora vendarle najti moč za nadaljnje življenje v novih okoliščinah. Še vedno ga obremenjujejo spomini iz vojne, ko ni vedel, ali bi izbral pogum ali zavest dolžnosti.

### Prevod in ekranizacija
- Karel Grabeljšek. Između straha i dužnosti: Kronika samotnog doma. Prevedla Ruža Lucija Petelinova. Zagreb: Spektar, 1974. (COBISS)
- Leta 1975 je bil po romanu posnet celovečerni film z istim naslovom, ki ga je režiral Vojko Duletič.[1]

### Kritika in literarna zgodovina
„Medtem ko je večina naše partizanske proze osnovana na konfrontaciji dveh ali več bojujočih se strani, je v romanu Med strahom in dolžnostjo ta konfrontacija spremenjena v nasprotje med originalno, prabitno človeško poštenostjo in med vojno trdoto, v kateri razum in srce nimata svojega mesta, navsezadnje pa tudi med vojaško močjo in neoboroženim civilom. Ta nasprotja so izdelana s finim posluhom za stvari in za objektivizacijo nasprotujočih si sil, ne da bi bilo pri tem prizadeto avtorjevo prepričanje o smiselnosti in pravičnosti osvobodilnega boja.“(Šifrer 1967: 1265)
„Če naj za dobro literaturo velja tista proza, ki se osredotoča v usodnosti ene osebnosti, zraven tega pa z življenjsko resničnimi potezami podaja širši
krog ljudi, usodno povezanih s to eno osebnostjo, potem je Grabeljšek tudi s te druge plati dosegel visoko stvariteljsko raven.“ (Šifrer 1967: 1265)
„S tem da je fabula retrospektivno podoživljena, je roman nekoliko celo aktualiziran; kot da bi pisatelj hotel soočiti hladno in neprizadeto sedanjost z usodnimi dogodki in dilemami izpred četrt stoletja. In če upoštevamo še lapidaren slog, poln naravnih kmečkih podob in preprostih človeških resnic, potem velja zaključiti, da roman Med strahom in dolžnostjo ni samo najboljši dosedanji Grabeljškov tekst, ampak sodi lahko v sam vrh naše partizanske proze. Tako je avtorjeva oznaka ob naslovu, češ da je to kronika osamele domačije«, kar preskromna, saj tekst vsebuje več lastnosti dobrega realističnega romana: prepričljivo epsko silo, ustrezno časovno in prostorsko barvitost, smotrno organizacijo snovi in končno tudi avtorjevo osebno izpoved.“ (Šifrer 1967: 1266)
„Grabeljšek skuša v svojih delih ustvariti podobo resnične partizanščine, zato, kjer se je dvignil nad tendenčnost in črnobelo slikanje, zaživi prava stiska borca, kurirja, kmeta, ki doživlja v času narodne ogroženosti hkrati svojo osebno stisko.“ (Bavcon Potrata 1974: 21)
„Grabeljškov roman Med strahom in dolžnostjo je brez dvoma tiha, posredna polemika s Kocbekovim Strahom in pogumom!“ (Snoj 1987: 30)
„V tem pisateljevem najobširnejšem romanu s podnaslovom Kronika neke domačije, ki sestavlja z romanoma Bolečina (1973) in Nioba (1977) nekako trilogijo, se kot motor dogajanja razkriva občutek bolečine, kakršen se naseli v človeka, kadar le-ta zazna v sebi, da njegove lepe misli in zamisli ne najdejo potrdila v trdi resničnosti; tedaj najde junak v sebi moč, da skuša premagati zlo usodo.“ (Janež 1992: 254)